# Stijn Streuvels

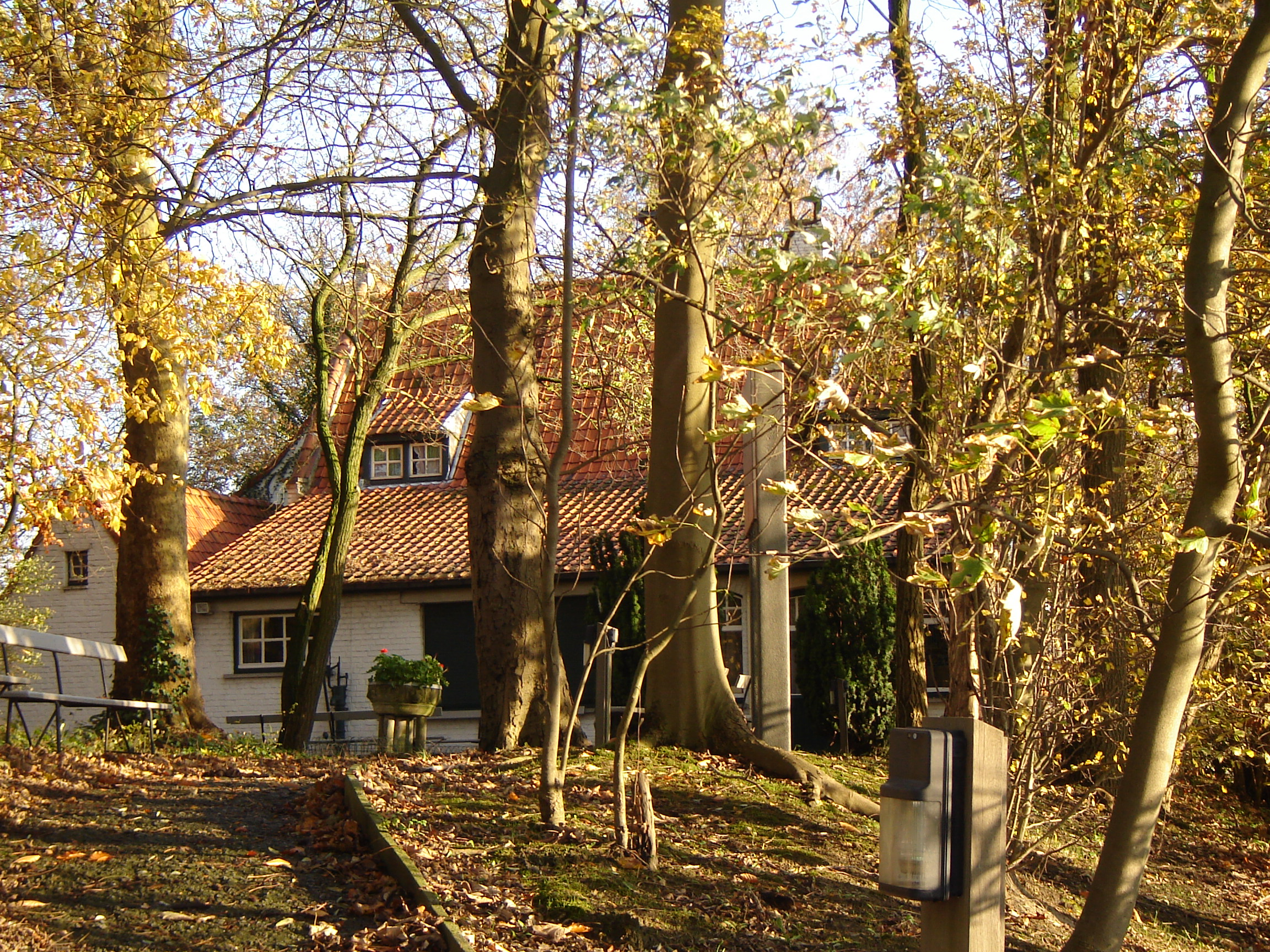
Het Lijsternest, casa lui Streuvels, devenită mai târziu muzeu

Stijn Streuvels, născut ca Franciscus (Frank) Petrus Maria Lateur, a fost un scriitor flamand. El s-a născut pe 3 octombrie, 1871 în Heule, Kortrijk, și a murit în Ingooigem, Anzegem pe 15 august, 1969 la vârsta de 98 de ani.
Streuvels a început să scrie de la o vârsta fragedă. El a fost inspirat să scrie de către unchiul său, celebrul scriitor Guido Gezelle.
1. ↑  Stijn Streuvels (în neerlandeză), Biografisch Portaal
2. 1 2  Stijn Streuvels, Encyclopædia Britannica Online, accesat în 9 octombrie 2017
3. 1 2 3  Autoritatea BnF, accesat în 10 octombrie 2015
4. ↑  The Fine Art Archive, accesat în 1 aprilie 2021
5. 1 2  Stijn Streuvels, Discogs, accesat în 9 octombrie 2017
6. ↑   http://izquotes.com/quote/180073 Lipsește sau este vid: |title= (ajutor)
7. ↑   https://flagspot.net/flags/be-vwvaz.html Lipsește sau este vid: |title= (ajutor)
8. ↑  EB-12 / Streuvels, Stijn[*] Verificați valoarea |titlelink= (ajutor)
9. 1 2   http://www.britannica.com/EBchecked/topic/569000/Stijn-Streuvels Lipsește sau este vid: |title= (ajutor)
10. ↑   http://gw.geneanet.org/zwyll?lang=nl&p=franciscus+petrus+maria&n=lateur&oc=0&type=liens&templ=mobile Lipsește sau este vid: |title= (ajutor)
11. ↑  Stijn Streuvels, Munzinger Personen, accesat în 9 octombrie 2017
12. ↑   http://www.standbeelden.be/standbeeld/1033 Lipsește sau este vid: |title= (ajutor)
13. 1 2 3 4 5 6 7 8 9 10 11 12 13 14 15 16 17 18 19 20 21  Archief Guido Gezelle[*] Verificați valoarea |titlelink= (ajutor)
14. 1 2 3   https://web.archive.org/web/20250208125806/https://gezelle.be/biografisch-plein/callens Lipsește sau este vid: |title= (ajutor)
15. ↑   http://www.worldatlas.com/webimage/countrys/europe/belgium/befamous3.htm Lipsește sau este vid: |title= (ajutor)
16. ↑   http://www.britannica.com/topic-browse/Literature/Western-Literature/Belgian-Literature Lipsește sau este vid: |title= (ajutor)
17. ↑  Czech National Authority Database, accesat în 5 decembrie 2023
18. ↑  Czech National Authority Database, accesat în 20 aprilie 2024
19. ↑  CONOR.SI[*] Verificați valoarea |titlelink= (ajutor)